# Alfa Romeo 33
Der Alfa Romeo 33 ist ein Fahrzeug der Kompaktklasse von Alfa Romeo, das von Mitte 1983 bis Herbst 1994 gebaut wurde.

## Modellgeschichte

### Allgemeines
Der Name 33 wurde von den erfolgreichen Rennwagen Alfa Romeo Tipo 33/2 und Alfa Romeo 33TT (Telaio Tubolare) abgeleitet.
Im Juni 1983 erschien der Nachfolger des Alfasud als fünftürige Limousine mit Schrägheck. Damit begann mit dem Alfa Romeo 33 (Typ 905) eine Erneuerung der Modellpalette. Ab Januar 1984 wurde der Alfa Romeo 33 auch als Kombi unter dem Namen Giardinetta angeboten.
Die bekannten Boxermotoren aus dem Alfasud wurden weiter eingesetzt. Zunächst mit dem 1,2-Liter und 68 PS (nur in Italien erhältlich) sowie dem 1,3-Liter (79 PS) motorisiert, folgten dann die 1,5-l-Motoren, teilweise mit Doppelvergaser (33 Quadrifoglio Verde) mit 85 bis 105 PS. Ab Herbst 1986 kam ein von VM Motori gebauter 1,8-Liter-Reihendieselmotor mit drei Zylindern und 73 PS dazu (nur am Heimatmarkt erhältlich), der auf dem 2,4-Liter-Vierzylinder mit Einzel-Zylinderköpfen des Alfa Romeo 90 beruhte, sowie der 1,7-l-Boxermotor mit 118 PS. Die unterschiedlichen Ausstattungsvarianten waren unter anderem am Design des Kleeblatts (grün, gold) als Teil der Typenbezeichnung am Heck erkennbar.
Der Alfa Romeo 33 übernahm in Grundzügen das stets gelobte Fahrwerk des Alfasud. An der Vorderachse wanderten jedoch die Bremsen vom Getriebeausgang an die Radnaben, wodurch sich die Lenkgeometrie veränderte, weswegen die Lenkung deutlich weniger spontan reagierte als beim Vorgänger. An der Hinterachse wichen die vorherigen Scheibenbremsen nun Trommeln, die für das Fahrzeuggewicht ausreichend waren. Durch Änderungen der Geometrie der Hinterachslenker entwickelte das Watt-Gestänge deutlich weniger Widerstand gegen Seitenneigung, wodurch das Fahrverhalten etliches von seiner vorherigen Sportlichkeit verlor.
Die Karosserie war ein Entwurf von Ermanno Cressoni, dem Leiter des Alfa Romeo Centro Stile. Cressoni realisierte die von ihm bevorzugte hohe Heckpartie und eine zweifach geknickte Gürtellinie, was für ihn ein schon lange gehegter Herzenswunsch war. Bei der Karosserie wurde sehr darauf geachtet, dass diese automatisiert gefertigt werden konnte. Damit war das Hauptproblem des Alfasud, nämlich die häufig schlechte Fertigungsqualität durch die nachlässige Arbeitsmoral im Werk, beseitigt.
Im Innenraum wies der 33 mit einem an der Lenksäule montierten Instrumententräger eine aufwendige Neuerung auf, die in dieser Preisklasse einmalig war und zu dieser Zeit sonst nur noch beim Porsche 928 anzutreffen war. Dadurch war unabhängig von der Einstellung der Lenksäule stets ein freier Blick auf die Instrumente gewährleistet.
Insgesamt war der 33 der damaligen Linie von Alfa Romeo folgend viel stärker auf Komfort ausgerichtet als der Alfasud. Die teils sehr langen Getriebeübersetzungen reduzierten zwar den Innengeräuschpegel, sorgten aber in Verbindung mit den relativ drehmomentschwachen Motoren für deutlich behäbigere Antriebe als beim Vorgänger. Das komfortorientierte Fahrwerk tat ein Übriges, diesen Eindruck zu verstärken.
Im April 1988 wurde der Kombi in Sportwagon umgetauft.

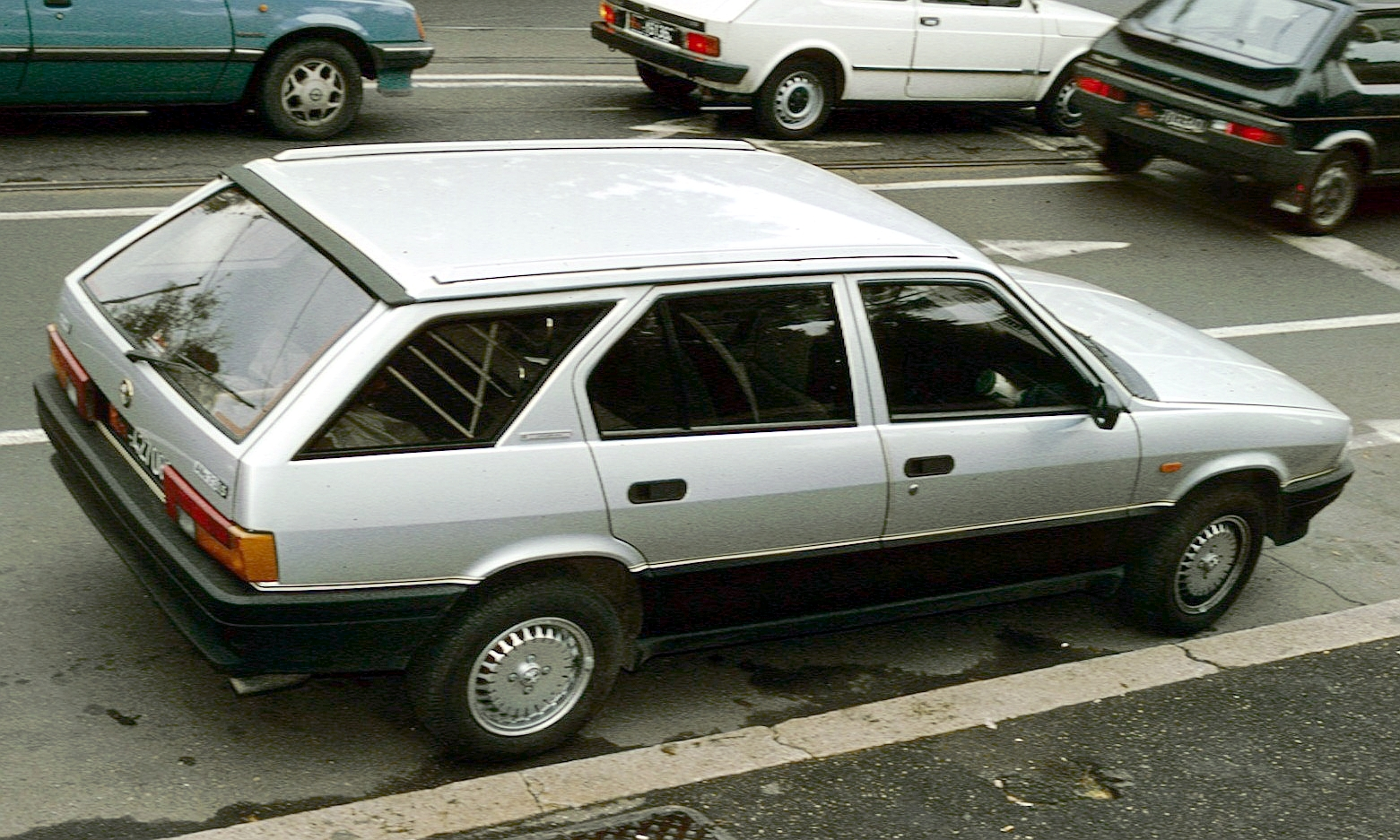
Alfa Romeo 33 Giardinetta (1984–1990)

### Modellpflege
Im Frühjahr 1990 erschien ein optisch sowie technisch modifizierter Alfa Romeo 33.
Beim Design der zweiten Generation (Typ 907A) wurden viele Design-Elemente anderer Alfa Romeo-Modelle aus jener Zeit übernommen. Der Typ 907 unterschied sich vom Typ 905 vor allem durch die jetzt überwiegend roten Rückleuchten und einen überarbeiteten Innenraum, was speziell das Armaturenbrett betraf. Das schmale Heckleuchtenband wurde vom Stil her dem Alfa Romeo 164 angepasst, der Kühlergrill und die Scheinwerfer nach Vorbild des Alfa Romeo 75.
Mit dem Facelift folgte der 1,7-l-16V mit 137 PS (Kat-Version: 132 PS) und 161 Nm Drehmoment bei 4600/min, der am roten Ring innerhalb der Kühlergrillverchromung zu erkennen war. Dieses Modell erreichte eine Höchstgeschwindigkeit von 205 km/h und benötigte für die Beschleunigung von 0 auf 100 km/h 8,2 Sekunden.
Auch bei den anderen Motorversionen wurden die Vergaser durch verschiedene Einspritzsysteme (L-Jetronic und saugrohrdruckgesteuerte Einspritzung mit vollelektronischer Zündung etc.) ersetzt, der 1,3-l-Motor leistete so 88 PS, und die Leistung des 1,7-l-Motors mit acht Ventilen sank unter anderem wegen der Abgasreinigungsanlage auf 105 PS (und 148 Nm Drehmoment bei 4500/min).

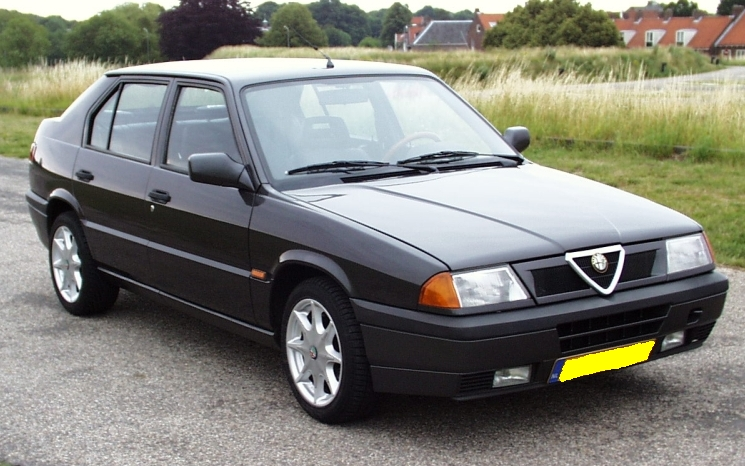
Alfa Romeo 33 (1990–1994)
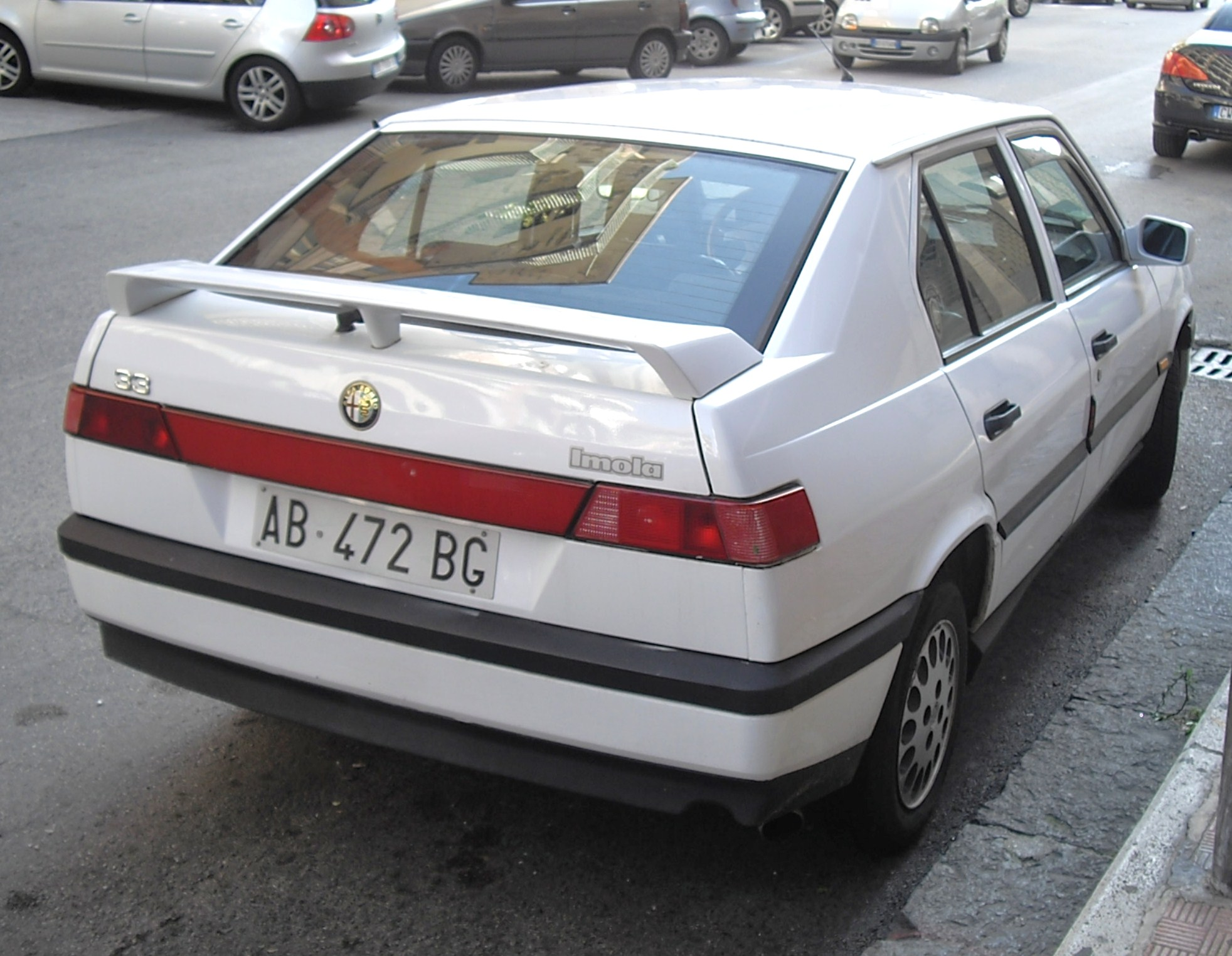
Heckansicht
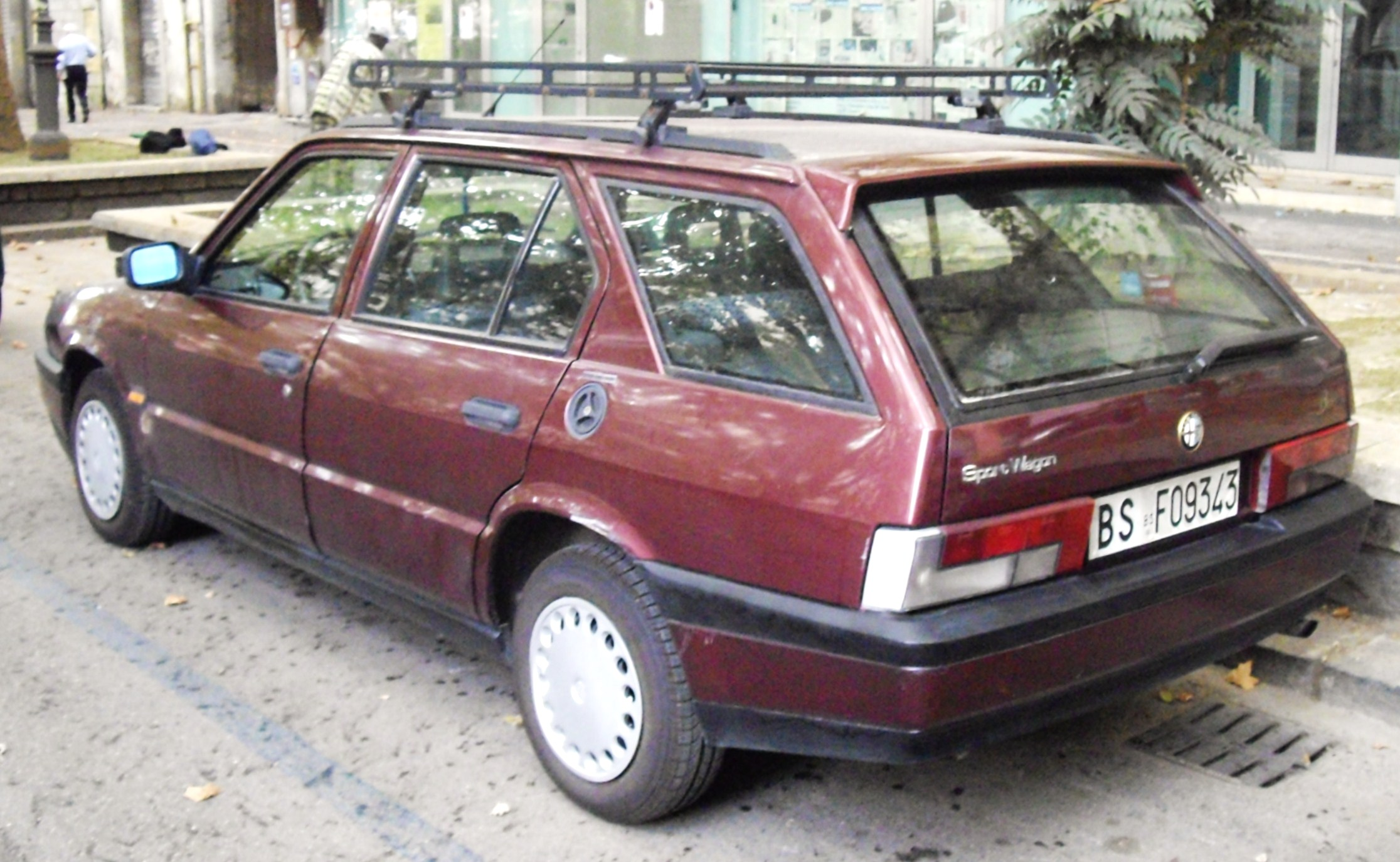
Alfa Romeo 33 Sportwagon (1990–1994)

Vom Alfa Romeo 33 wurden insgesamt 866.958 Limousinen sowie 122.366 Kombis gebaut. Er ist bis heute zusammen mit dem Vorgänger Alfasud das Modell mit der größten Stückzahl der Marke Alfa Romeo.
Nachfolger des Alfa Romeo 33 waren der Alfa Romeo 145 mit Steilheck und der mit Stummelheck ausgerüstete 146.